# Махачкала (городской округ)
Городской округ Махачкала́ (авар. Махӏачхъала, кум. Магьачкъала, дарг. Мяхӏячкъала, лезг. Магьачкъала, лак. Махӏачкъала) — муниципальное образование (городской округ с внутригородским делением) и административно-территориальная единица (город республиканского значения) в составе Республики Дагестан Российской Федерации.
Административный центр — город Махачкала.

## География
Городской округ расположен в центральной части Республики Дагестан, на берегу Каспийского моря. Выгодно отличался от других округов региона как расположением у моря, так и развитой транспортной инфраструктурой.

## История
Статус и границы установлены законом Республики Дагестан от 13.01.2005 года:
Законом Республики Дагестан от 30 апреля 2015 года № 43, городской округ «город Махачкала» преобразован в городской округ с внутригородским делением «город Махачкала» с образованием следующих внутригородских муниципальных образований — внутригородских районов:
- «Кировский район» города Махачкалы с входящими в его состав посёлками Ленинкент, Шамхал, Сулак, Семендер, сёлами Красноармейское, Богатырёвка, Шамхал-Термен, Остров Чечень;
- «Ленинский район» города Махачкалы с входящими в его состав посёлком Новый Кяхулай, сёлами Талги, Новый Хушет;
- «Советский район» города Махачкалы с входящими в его состав посёлками Тарки, Альбурикент, Кяхулай.

#### Выселение кумыкского населения и расширение Махачкалы
12 апреля 1944 года было принято решение о переселении жителей Тарки, Кяхулай и Альбурикент на земли депортированных чеченцев. Большая часть высвобожденной земли распределили Махачкалинскому городскому совету (6243 из 8166 га), помимо колхозов горных районов и промышленных предприятий Махачкалы. После возвращения кумыкского населения в 1957 году земли колхозов восстановлены не были, личное имущество также было утеряно, многие дома таркинских кумыков были заняты переселёнными горцами из горных районов. Исторические памятники древнего города были уничтожены, из материалов выложена часть инфраструктуры Махачкалы.
Городской округ вошёл в число самых динамично развивающихся городских округов России. За последние 20 лет численность его населения удвоилась. Большая часть экономически значимых мест Республики Дагестан сосредоточена в пределах городского округа.

## Население
| \| 1959[15] \| 1970[15] \| 1979[15] \| 1989[15] \| 2002[16] \| 2010[17] \| 2011[18] \| 2012[19] \| 2013[20] \| \| -------- \| -------- \| -------- \| -------- \| -------- \| -------- \| -------- \| -------- \| -------- \| \| 123 099 \| ↗199 810 \| ↗270 099 \| ↗340 190 \| ↗545 258 \| ↗696 885 \| ↗699 259 \| ↗700 467 \| ↗703 038 \| \| 2014[21] \| 2015[22] \| 2016[23] \| 2017[24] \| 2018[25] \| 2019[26] \| 2020[27] \| 2021[28] \| 2023[29] \| \| ↗705 642 \| ↗710 880 \| ↗716 339 \| ↗722 314 \| ↗726 654 \| ↗732 517 \| ↗735 588 \| ↗759 405 \| ↗759 521 \| \| 2024[30] \| 2025[2] \| \| \| \| \| \| \| \| \| ↘759 490 \| ↗763 940 \| \| \| \| \| \| \| \| 100 000 200 000 300 000 400 000 500 000 600 000 700 000 800 000 2002 2014 2019 2025 |          |          |          |          |          |          |          |          |
| 1959 | 1970     | 1979     | 1989     | 2002     | 2010     | 2011     | 2012     | 2013     |
| 123 099 | ↗199 810 | ↗270 099 | ↗340 190 | ↗545 258 | ↗696 885 | ↗699 259 | ↗700 467 | ↗703 038 |
| 2014 | 2015     | 2016     | 2017     | 2018     | 2019     | 2020     | 2021     | 2023     |
| ↗705 642 | ↗710 880 | ↗716 339 | ↗722 314 | ↗726 654 | ↗732 517 | ↗735 588 | ↗759 405 | ↗759 521 |
| 2024 | 2025     |          |          |          |          |          |          |          |
| ↘759 490 | ↗763 940 |          |          |          |          |          |          |          |

Согласно прогнозу Минэкономразвития России, численность населения будет составлять:
- 2024 — 767,84 тыс. чел.
- 2035 — 846,6 тыс. чел.

### Национальный состав
Согласно итогам Всероссийской переписи населения 2021 года:
| Национальность     | Численность, чел. | % от всего населения |
| ------------------ | ----------------- | -------------------- |
| Аварцы             | 190 089           | 25,03 %              |
| Кумыки             | 140 871           | 18,55 %              |
| Даргинцы           | 114 892           | 15,13 %              |
| Лезгины            | 103 172           | 13,59 %              |
| Лакцы              | 88 012            | 11,59 %              |
| Русские            | 43 958            | 5,79 %               |
| Табасараны         | 17 032            | 2,24 %               |
| Рутульцы           | 8 987             | 1,18 %               |
| Другие (менее 1 %) | 36 447            | 4,80 %               |
| Не указана         | 15 945            | 2,10 %               |
| Итого              | 759 405           | 100,00 %             |

## Состав городского округа
| №  | Населённый пункт | Тип населённого пункта        | Население |
| -- | ---------------- | ----------------------------- | --------- |
| 1  | Альбурикент      | пгт                           | ↗10 650   |
| 2  | Богатырёвка      | село                          | ↗4685     |
| 3  | Красноармейское  | село                          | ↗5770     |
| 4  | Кяхулай          | пгт                           | ↗7456     |
| 5  | Ленинкент        | пгт                           | ↗19 795   |
| 6  | Махачкала        | город, административный центр | ↗625 322  |
| 7  | Новый Кяхулай    | пгт                           | ↗8192     |
| 8  | Новый Хушет      | село                          | ↗14 180   |
| 9  | Остров Чечень    | село                          | ↘119      |
| 10 | Семендер         | пгт                           | ↗16 085   |
| 11 | Сулак            | пгт                           | ↗9758     |
| 12 | Талги            | село                          | ↗2592     |
| 13 | Тарки            | пгт                           | ↗18 520   |
| 14 | Шамхал           | пгт                           | ↗11 284   |
| 15 | Шамхал-Термен    | село                          | ↘8719     |

Городской округ с внутригородским делением включает 3 внутригородских района как внутригородских муниципальных образований, которым подчинены 14 населённых пунктов.

## Местное самоуправление
- Собрание депутатов. Состоит из 45 депутатов, избираемых сроком на 5 лет
- Администрация городского округа

Председатели собрания депутатов
- с 2007 года — Магомедрасулов Магомед Магомедович

Главы администрации
- 1998—2013 (по решению суда) — Амиров Саид Джапарович, глава городского округа
- с 2013 года - апрель 2014 года — Рабаданов Муртазали Хулатаевич (и. о.)
- с апреля 2014 года по июль 2015 года — Сулейманов Магомед Валибагандович (и. о.)
- с июля 2015 года по 29 октября 2015 года — Мусаев Муса Асхабалиевич (и. о.)
- с 29 октября 2015 года по январь 2018 года — Мусаев Муса Асхабалиевич, глава городского округа
- с 20 января 2018 года по 8 ноября 2018 года — Гасанов Абусупьян Магомедович (и. о.)
- с 8 ноября 2018 года по 31 января 2019 года - Алиев Мурад Магомедович
- с 31 января 2019 года - Салман Кадиявович Дадаев
- с 27 мая 2023 года — Умавов, Юсуп Джанбекович